# Centaurea hakkariensis
Centaurea hakkariensis — вид квіткових рослин айстрових (Asteraceae). Ендемік пд.-сх. Туреччини.